# Have You Ever Needed Someone So Bad
«Have You Ever Needed Someone So Bad» (en español: «Alguna vez necesitaba a alguien tan malo») es una power ballad interpretada por la banda inglesa de hard rock Def Leppard de su quinto álbum de estudio multiplatino Adrenalize (1992). En los Estados Unidos, la canción alcanzó la posición #7 en las listas del Mainstream Rock, y la posición #12 en el Billboard Hot 100. "The Acoustic Hippies from Hell", acreditado en las canciones del B-side, fue el nombre usado por Def Leppard y Houthouse Flowers para tocar juntos.

## Lista de canciones

### CD: Bludgeon Riffola / LEPCD 8 (UK) / 864 151-2 (INT)
1. «Have You Ever Needed Someone So Bad»
2. «From the Inside» (The Acoustic Hippies from Hell)
3. «You Can't Always Get What You Want» (Rolling Stones cover) (The Acoustic Hippies from Hell)
4. «Little Wing» (Jimi Hendrix cover) (The Acoustic Hippies from Hell)

### 12": Bludgeon Riffola / LEPXP 8 (UK) / INT 864 149-1 / Picture Disc
Este sencillo de 12" tiene un gráfico de Adrenalize muy estirado en la portada. En la parte de atrás (contraportada) tiene una fotografía de Vivian Campbell. En la parte posterior tiene información del sencillo y una fotografía de la banda. Las fotos son acreditadas a Ross Halfin, y el artwork y diseño a Andie Airfix en Satori.
1. «Have You Ever Needed Someone So Bad»
2. «From the Inside» (The Acoustic Hippies from Hell)
3. «You Can't Always Get What You Want» (The Acoustic Hippies from Hell)

## Listas
| Lista (1992)                                  | Posición |
| --------------------------------------------- | -------- |
| U.S. Billboard Hot Hot Mainstream Rock Tracks | 7        |
| U.S. Billboard Hot 100                        | 12       |

| Fin de año (1992)      | Posición |
| ---------------------- | -------- |
| U.S. Billboard Hot 100 | 80       |